# Krystyna Feldman

Candele e fiori posti davanti all'ingresso del Nuovo Teatro di Poznań dopo la morte dell'attrice nel 2007

Krystyna Zofia Feldman (Leopoli, 1º marzo 1916 – Poznań, 26 gennaio 2007) è stata un'attrice polacca.

## Biografia e carriera
Krystyna Feldman nacque a Leopoli, città facente parte allora dell'Impero austroungarico (oggi in Ucraina) da madre cattolica , Katarzyna Sawicka, cantante lirica, e padre ebreo, Ferdynand Feldman, attore. Suo padre morì nel 1919, quando lei aveva 3 anni. In quel periodo Leopoli tornò nella rinata Polonia e sua madre iniziò a istruire Krystyna presso lo studio di recitazione della città dall'attore Janusz Strachocki. Nel 1934 si diplomò al ginnasio intitolato alla Regina Edvige di Leopoli; superò l'esame di maturità in modo extramurale per poter sostenere gli esami della scuola di teatro. Dopo tre anni di studio, nel 1937, si laureò presso l'Istituto statale d'arte teatrale di Varsavia. Poco dopo debuttò al Teatro dell'Opera di Leopoli. Nel 1939 venne assunta dal teatro di Łuck in Polonia (oggi Lutsk, Ucraina), ma dopo lo scoppio della seconda guerra mondiale tornò a Leopoli, che dal 6 ottobre 1939 era sotto l'occupazione sovietica. Nel 1942 prestò giuramento come soldato dell'Esercito Nazionale (Armia Krajowa) e fu attiva con il ruolo di collegamento. Ritornò sul palcoscenico del teatro di Leopoli nel 1944, dopo l'entrata dell'Armata Rossa in città. In quel periodo interpretò il ruolo maschile di Staszek nell'opera teatrale Wesele (Le nozze) di Wyspiański (opera del 1901), diretta da Aleksander Bardini. Dopo la separazione di Leopoli dalla Polonia nel 1945 e l'annessione della città all'URSS, Feldman si trasferì nei nuovi confini della Polonia e si stabilì a Poznań. Recitò in produzioni teatrali lì fino al 1944 e in seguito a Łódź, Stettino, Opole e Cracovia . Nel 1980, il regime polacco avviò un'indagine operativa contro l'attrice, nome in codice "Aranżerka". Krystyna Feldman fu aggredita dopo aver firmato una lettera in difesa dell'autonomia dell'Università Adam Mickiewicz di Poznań. Nonostante il controllo della corrispondenza, le frequenti perquisizioni nell'appartamento e le numerose difficoltà nello sviluppo della sua carriera, l'attrice non si piegò alla dittatura. Dal 1983 iniziò a esibirsi al Teatr Nowy di Poznań.
Feldman fece il suo debutto cinematografico in Celuloza (1953), diretto da Jerzy Kawalerowicz. La sua carriera proseguì con vari ruoli secondari. È nota soprattutto per il ruolo maschile dell'anziano pittore disabile Nikifor nel film Mój Nikifor, per il quale vinse il premio come migliore attrice nel 2004 al Festival del cinema di Gdynia e numerosi premi in altri festival nel mondo:
1. Miglior attrice al 4° Festival Internazionale del Cinema - Pune 2006
2. Miglior film europeo all'8° Denver International Film Festival 2005
3. Miglior attrice al 50° Valladolid International Film Festival 2005
4. Miglior film al 41° Chicago International Film Festival 2005
5. Miglior film al 18° Panorama Of European Cinema - Atene 2005
6. Miglior attore/attrice al Cinemanila International Film Festival 2005
7. Miglior attrice al Festival Internazionale del Cinema d'Azione di Kiev - Stozhary 2005
8. Gran Premio, Migliore Attrice e Miglior Film al 40° Festival Internazionale del Cinema di Karlovy Vary 2005

Feldman recitò anche nel ruolo della nonna nella sitcom televisiva Świat według Kiepskich. Questo ruolo le portò grande fama e popolarità.
Feldman morì di cancro ai polmoni nel suo appartamento a Poznań, all'età di 90 anni. Era una fumatrice accanita da molto tempo.

## Filmografia parziale
- Yesterday, regia di Radosław Piwowarski (1985)
- To ja, Zlodziej, regia di Jacek Bromski (2000)
- Mój Nikifor, regia di Krzysztof Krauze (2004)